# Norra Bäckasjön (Kyrkhults socken, Blekinge, 624585-141530)
Norra Bäckasjön är en sjö i Olofströms kommun i Blekinge och ingår i Skräbeåns huvudavrinningsområde. Sjön har en area på 0,0716 kvadratkilometer och ligger 82,6 meter över havet.

## Delavrinningsområde
Norra Bäckasjön ingår i det delavrinningsområde (624499-141549) som SMHI kallar för Inloppet i Raslången. Medelhöjden är 97 meter över havet och ytan är 15,04 kvadratkilometer. Räknas de 16 avrinningsområdena uppströms in blir den ackumulerade arean 306,18 kvadratkilometer. Avrinningsområdets utflöde Skräbeån (Alltidhultsån) mynnar i havet. Avrinningsområdet består mestadels av skog (87 %). Avrinningsområdet har 1,43 kvadratkilometer vattenytor vilket ger det en sjöprocent på 9,5 %.